# Канадасеага

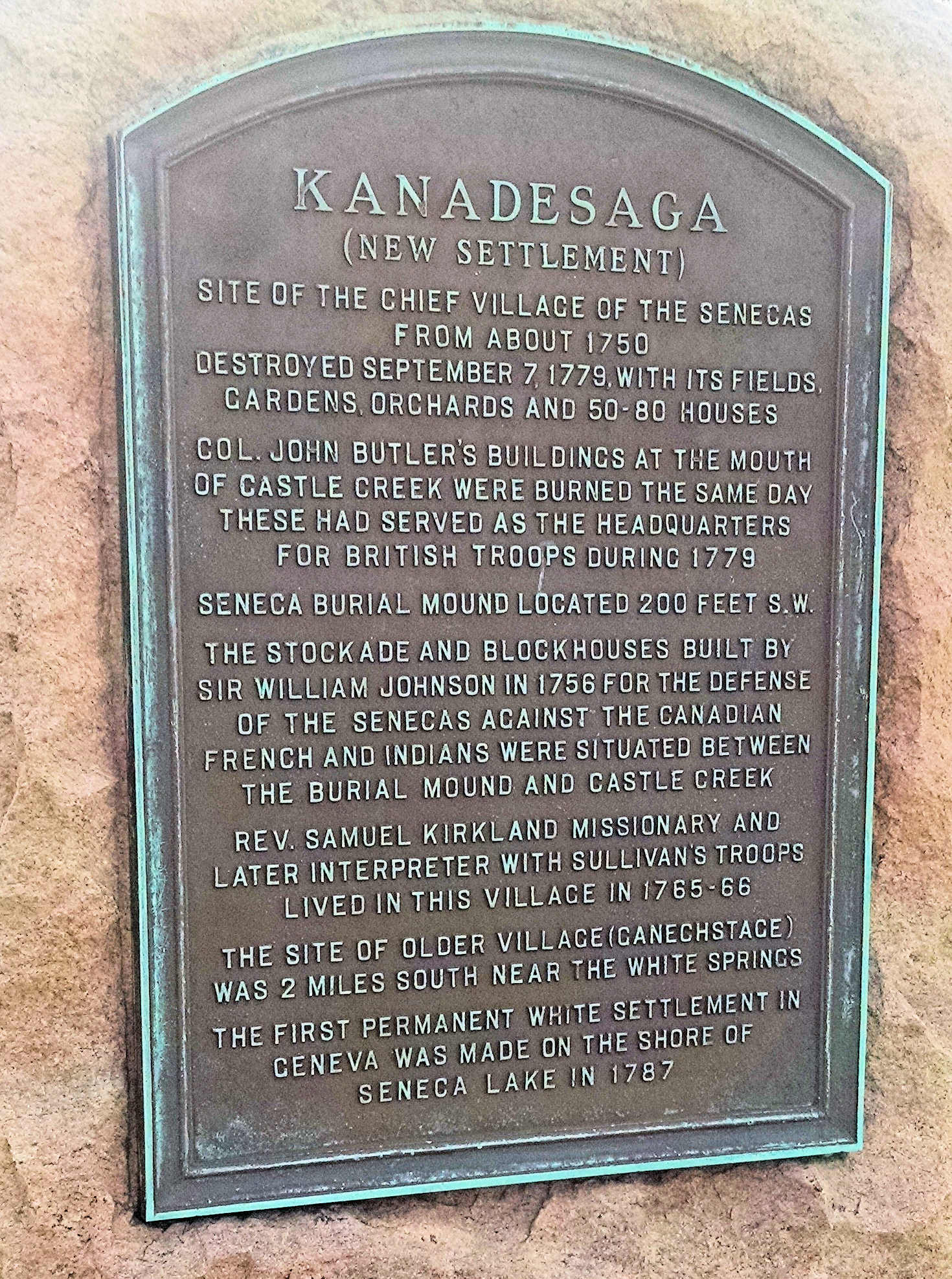
Исторический стенд близ города Дженива, округ Онтарио, в 2,4 км к северо-западу от бывшего поселения сенека

Канадасеага (англ. Kanadaseaga), также Канадесага (англ. Kanadesaga), Канатасака (англ. Kanatasaka) — одно из наиболее больших и важных селений племени сенека, входившего в конфедерацию ирокезов. Деревня была расположена между северными оконечностями озёр Сенека и Канандейгуа на территории современного американского города Сенека. Поселение находилось на обоих берегах реки Канадасеага-Крик. 

## История
В 1687 году деревня уже существовала, вероятно она была основана бывшими жителями Ганондагана после его разрушения французами. Канадасеага было главным селением восточных сенека.
Примерно в 1754 году сенека переселились на север из близлежащей деревни Новый Ганечстейдж в поселение, которое впоследствии стало известно как Канадасеага. В 1756 году Уильям Джонсон построил в поселении блокгауз, остатки которого ещё существовали в 1779 году. Во время Восстания Понтиака, когда западные сенека примкнули к антибританской коалиции, жители Канадасеаги не стали участвовать в нём. Они не принимали участие в сражении при Дэвилс-Хоул, в котором сенека разбили гарнизон форта Ниагара, и которое стало крупнейшим поражением британцев во время восстания. 
Во время Американской революции британцы помогли сенека в укреплении поселения и соорудили дополнительные оборонительные сооружения. В деревне насчитывалось около шестидесяти хорошо построенных домов. После того, как ирокезы и британцы напали на селение Черри-Валли,  Джордж Вашингтон приказал уничтожить селения ирокезов на севере Нью-Йорка. Известное как одно из самых могущественных поселений ирокезов, Канадасеага было разрушено американской армией во время экспедиции Салливана 9 сентября 1779 года.